# O Deza
Die Comarca O Deza ist eine der zehn Comarcas in der Provinz Pontevedra.
Die im Nordosten der Provinz gelegene Comarca umfasst 6 Gemeinden auf einer Fläche von 1.026,73 km².

## Gemeinden
| Gemeinde       | Einwohner (2024) | Fläche km² | Dichte Einw./km² | Cod INE | Postleitzahl |
| -------------- | ---------------- | ---------- | ---------------- | ------- | ------------ |
| Agolada        | 2.282            | 147,85     | 15               | 36020   | 36520        |
| Dozón          | 985              | 74,23      | 13               | 36016   | 36518        |
| Lalín          | 20.277           | 326,83     | 62               | 36024   | 36500        |
| Rodeiro        | 2.244            | 154,90     | 14               | 36047   | 36530        |
| Silleda        | 8.870            | 167,96     | 53               | 36052   | 36540        |
| Vila de Cruces | 5.033            | 154,96     | 32               | 36059   | 36590        |
| Comarca O Deza | 39.691           | 1.026,73   | 39               | –       | –            |

1. ↑  Instituto Nacional de Estadística Municipal Register of Spain